# Tuckermannopsis ciliaris
Tuckermannopsis ciliaris är en lavart som först beskrevs av Erik Acharius, och fick sitt nu gällande namn av Vilmos Kőfaragó-Gyelnik. Tuckermannopsis ciliaris ingår i släktet Tuckermannopsis och familjen Parmeliaceae.   Inga underarter finns listade i Catalogue of Life.

## Källor

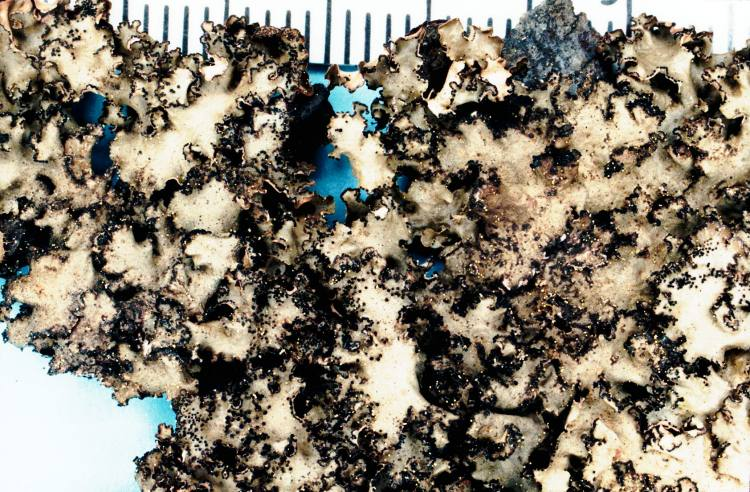
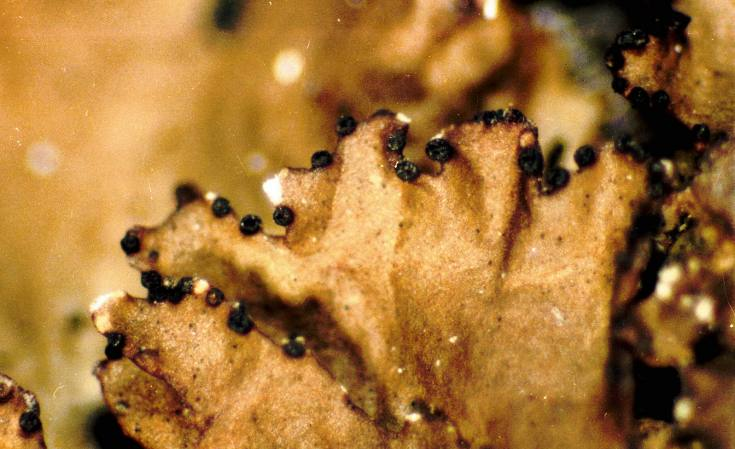
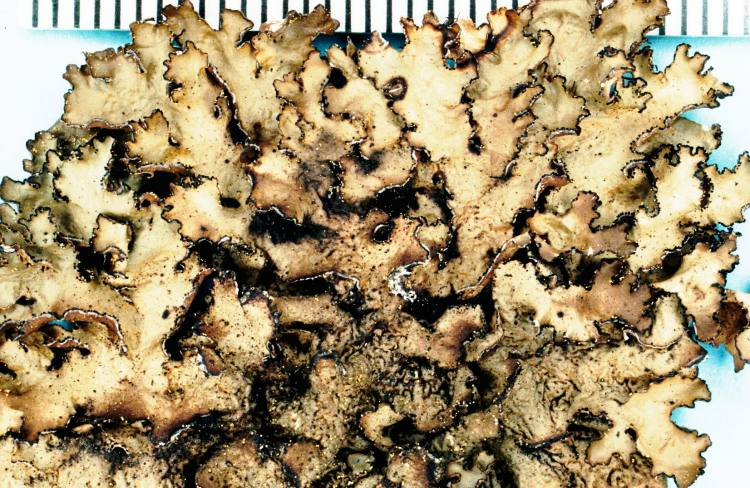